# Júnior Maranhão
Júnior Maranhão (ur. 17 czerwca 1977) – brazylijski piłkarz występujący na pozycji pomocnika.

## Kariera piłkarska
Od 2005 do 2011 roku występował w Santa Cruz, Oita Trinita, Sport Recife, Mirassol, Campinense, Rio Branco, Salgueiro, Marília i Serrano.